# かねたや家具店
株式会社かねたや家具店（かねたやかぐてん、英: Kanetaya Co., Ltd.）は、千葉県千葉市美浜区に本社を置く、インテリア（家具）小売業の企業である。千葉県を中心に首都圏でルームデコ（ROOM DECO）を商号として展開し、過去にはガレージデコ（GARAGE DECO）を展開していた。

## 概要
1954年（昭和29年）11月に東京都葛飾区の新小岩駅前通りに家具専門店として創業。当時よりお客様とのコミュニケーションを大事にしており、売り場ごとに担当が変わるのが当たり前の時代であったが、最後まで一人の担当者が接客していた。
日本国外にバイヤーが直接出向き、企画・設計・制作に携わることで、有名メーカーの発掘・直輸入や、制作から販売の中間コストを極力省いたオリジナル家具の提供もしている。そのため、取り扱い商品カテゴリの幅が広く、オリジナル商品から有名ブランドまでを取り扱う。創業からの歴史は古く、老舗専門店という顔も持っている。一般社団法人アジア家具フォーラム会員企業。

### 家具メッセバザール
家具メッセバザールは、かねたや家具店の主催によって首都圏の展示場で開催されるインテリア（家具）の総合展示会である。主に幕張メッセで開催され、展示面積9000平方メートル、70社以上（2018年9月14 - 16日開催時）が出店する来場者数・店外催事売り場面積日本最大級の家具の祭典である。国内・国外の有名メーカーインテリア（家具）が多数並び、最新の家具は業者向け展示会で発表された直後、家具メッセバザールに並ぶケースが多いとされる。

## 沿革
- 1954年（昭和29年）
  - 10月25日 - かねたや家具店を設立[8]。
  - 11月 - 東京都葛飾区の新小岩駅通りに第1店舗を創業（現在は閉業）[3]。
- 1955年（昭和30年）
  - 3月 - 新小岩本店開店[9]。
- 1973年（昭和48年）
  - 3月 - 本社を千葉市に移転[9]。
- 1980年（昭和55年）
  - 4月 - 外商部を設立[9]。
- 1986年（昭和61年）
  - 11月 - 配送事業部門新設、四街道流通センター開設[9]。
- 1996年（平成8年）
  - 4月 - 幕張メッセバザール（現：家具メッセバザール）第1回を開催[9]。以降年2～3回年中行事。
- 2005年（平成17年）
  - 4月15日 - 当時、千葉県最大の店舗面積(16,400㎡)を誇る大型インテリアショッピングモールをコンセプトに幕張新都心店を開店。
- 2015年（平成27年）
  - 10月5日 - 株式会社かねたや家具店を法人番号登録（法人番号：9040001001506）。千葉県千葉市若葉区都賀4-3-1（都賀本店）[10]。
  - 11月2日 - 株式会社ジャフコ・エスアイジーNo.19を設立（ジャフコ内）。
  - 11月11日 - 株式会社ジャフコ・エスアイジーNo.19を法人番号登録（法人番号：8010001171550）[11]。
  - 12月 - 株式会社ジャフコによりバイアウト投資を受ける[12]。
- 2016年（平成28年）
  - 7月8日 - 株式会社ジャフコ・エスアイジーNo.19を株式会社かねたやホールディングスに商号変更[11]。
  - 8月24日 - 株式会社かねたやホールディングスを千葉県千葉市若葉区都賀4-3-1（都賀本店）に移転[11]。
  - 9月1日 - 株式会社かねたやホールディングスが（旧）株式会社かねたや家具店を吸収合併し、（新）株式会社かねたや家具店に商号変更[10][11]。
- 2019年（平成31年）
  - 2月18日 - 千葉県千葉市美浜区ひび野1-7（幕張新都心店）に本社を移転。

## 店舗概要
千葉県・茨城県に5店舗を展開する。過去には東京都・神奈川県・埼玉県にも展開していた。

### ルームデコ（ROOM DECO）
家具をはじめ、カーテン・内装・インテリア雑貨までを提案するライフスタイル型インテリアの専門ショップである。取り扱い商品カテゴリの幅が広いのはもちろん、オリジナル商品から有名ブランドまでを取り扱う。
ルームデコでは、総面積が15,000平方メートルを越える超大型店舗（幕張新都心店）から、300平方メートル程度の単独店まで多彩な店舗展開をしている。

### ガレージデコ（GARAGE DECO）
1960年代のフリオアメリカ映画で、しばしば登場するような、ホワイトタイヤのかっこいいアメ車があるようなガレージをイメージし、本気で探せば、意外な宝物が出てきそうなガレージをモチーフとしている。
メーカーデッドストックや、廃盤となって生産が終了したもの、色やサイズが中途半端な数量となってしまったものなど、売る側にとっては、マイナスであっても、お客様にとっては大きなプラスとなるような商品を圧倒的なコストパフォーマンスと共にお届けするお店というのをコンセプトとしている。
府中四谷店の閉店後は、現在営業している店舗は存在しない。

### リズム（REZM）
リズム（REZM）は、家具をはじめ壁紙・照明・カーテンなどのエレメントからリフォームまでをワンストップで提供するインテリアのトータルブランドである。マンションライフを意識しており、従来の家具で一般的とされていたサイズ感よりコンパクトに設計されている。モダンデザインを基調に木の質感、ファブリックの質感などを合わせた温もりをコンセプトとしている。
リズムの家具はルームデコの店舗で展開されており、トータルインテリアとライフスタイル提案はリズム（REZM）幕張新都心店で受けることができる。

### 現在営業中の店舗
- 超大型店
  - ROOM DECO 幕張新都心店（千葉県千葉市美浜区ひび野1-7）2005年開店[16]
- 大型店
  - ROOM DECO 柏本店 （千葉県柏市柏586-2）1993年11月開店[9][17]
  - かねたや家具店 市川店（千葉県市川市鬼高3-28-16）2001年開店[18]
    - SHOPSに出店している。
- 通常店
  - かねたや家具店 守谷店（茨城県守谷市松ヶ丘6-6-1）
    - アクロスモール守谷に出店している。
- アウトレット店
  - かねたや家具店 成田店（千葉県成田市不動ヶ岡2163）1993年4月開店[9][19]

このほかに通販サイト 「かねたやオンライン」も運営している。

### 過去に存在した店舗

#### 千葉県

##### 千葉市内
- 千葉店(中央区　千葉中央銀座商店街[9])1957年12月開店
- 新検見川店（花見川区検見川3-304-4[20]）1970年12月開店[9]
- 千葉パルコ店（中央区[9]）1976年11月開店
  - 千葉パルコに出店していた。
- 都賀本店（若葉区都賀4-3-1[21]）1973年11月開店 - 2023年10月30日閉店[22][23]
- 千葉駅前店（旧Bee-One店　中央区富士見2-3-1[24]）1995年10月開店[9]
  - 塚本大千葉ビル（旧そごう千葉店）に出店していた。

##### 千葉市外
- TOKYO-BAY船橋店（船橋市浜町2-2-7[25]）2010年2月6日開店 - 2016年3月6日閉店[26]
  - ビビット南船橋に出店していた。
- 新松戸店（松戸市[9]）1978年4月開店 - 1999年7月閉店
- 八柱店（松戸市常盤平陣屋前1-2[27]）1982年2月開店 - 2016年12月31日閉店[28]
- サンモール旭店（旭市イ-2676-1[29]）2022年12月4日閉店[30]
  - 旭サンモールショッピングセンターに出店していた。
- 五井店（市原市五井2339[31]）1995年11月開店[9] - 2017年10月閉店[32]
- 佐倉店（佐倉市王子台4-28-11[33]）
- 木更津店（木更津市大和2-21-17[34]）2018年6月17日閉店[35]
- イオンモール木更津店（木更津市築地1-4[36]）2014年10月18日開店[37] - 2017年5月7日閉店[38]
  - イオンモール木更津に出店していた。
- 四街道店（四街道市大日429-2[39]）
  - M2プラザ（旧イトーヨーカドー四街道店）に出店していた。
- 銚子店（銚子市[9]）1985年7月開店 - 1998年7月閉店

#### 千葉県外
- 新小岩本店（東京都江戸川区[9]）1955年3月開店
- クロスガーデン多摩店（東京都多摩市落合2-33）2016年5月28日開店[40] - 2018年11月11日閉店[41]
  - クロスガーデン多摩に出店していた。

- 龍ヶ崎店（茨城県龍ケ崎市小通幸谷町288）2015年5月1日開店[42] - 2023年2月26日閉店[43]
  - QizMALL龍ヶ崎に出店していた。

- イオンレイクタウン店（埼玉県越谷市東町2-8[44]）
  - イオンレイクタウン moriに出店していた。
- 入間店（埼玉県入間市豊岡1-6-12[45]）2012年開店
  - 丸広百貨店入間店に出店していた。

- GARAGE DECO厚木店（神奈川県厚木市中町1-5-10[46]）2017年7月開店[47] - 2021年5月閉店[48]
  - イオン厚木店（厚木ガーデンシティ）に出店していた。
- GARAGE DECO府中四谷店（東京都府中市四谷5-23-12[49]）2022年7月31日閉店[50]
  - 府中四谷ショッピングセンターに出店していた。